# Acidia (DC comics)
Acidia is de naam van een fictioneel karakter van DC Comics. Ze verscheen voor het eerst in Chase #4 (mei 1998). Ze is lid van Clock Kings Clockwatchers. Acidia kan haar lichaam veranderen in zuur.